# Gjergj Kokoshi
Gjergj Kokoshi (Shkodra, 1904 – Burrel, 1950) albán kommunista politikus, partizánparancsnok. A második világháború éveiben a Nemzeti Felszabadítási Mozgalom egyik parancsnokaként Dibra környékén harcolt az országot megszálló hadseregek ellen. A kommunista hatalomátvételt követően, 1944-ben az első kommunista kormány oktatásügyi minisztere lett, de kevesebb, mint három hónap elteltével lemondott, és a népgyűlési választás tisztaságáért küzdött. 1946 januárjában letartóztatták és börtönbüntetésre ítélték, négy évvel később burreli börtönében halt meg.

## Életútja
Elszegényedett shkodrai ortodox család sarja volt. Kokoshi középiskolái elvégzése után Párizsban folytatott irodalmi tanulmányokat, majd hazatérése után tanítással foglalkozott. 1940-ben csatlakozott a második világháborúban az országot megszálló erők elleni fegyveres harchoz, 1942-től a Nemzeti Felszabadítási Mozgalom Dibra vidékén, az Ohridi-tó északnyugati előterében harcoló katonai parancsnoka volt.
Az 1944. május 28-án a përmeti kongresszuson megalakult ideiglenes végrehajtó testületben, a Nemzeti Felszabadítás Antifasiszta Tanácsában oktatásügyi biztos lett. Az 1944. október 23-án Beratban megalakult ideiglenes nemzeti kormányban az oktatási tárca vezetésével bízták meg. 1945. január 13-án miniszteri posztjáról lemondott, 1945 szeptemberétől pedig – noha a választáson induló, kommunista Demokratikus Front tagja volt – egyre határozottabban emelte fel a hangját a küszöbön álló választás körüli visszásságok miatt. Hevesen bírálta a választási törvényt, amely a Demokratikus Fronton kívül más politikai szervezetek és pártok számára gyakorlatilag lehetetlenné tette a választáson való megmérettetést, valamint a jugoszláv befolyást az albán belpolitikára. Kapcsolatot keresett a Musine Kokalari által szervezett Albán Szociáldemokrata Párttal, valamint a szintén ellenzéki Demokratikus Egységgel (Bashkimi Demokrat). 1945 novemberében Musine Kokalarival és Shaban Ballával együtt levelet intéztek a szövetséges államok képviselőihez, hogy a kommunista albán kormány által kiírt választás visszásságaira, a többpárti választás ellehetetlenítésére felhívják a figyelmüket. Kokoshi emellett felkereste a tiranai brit katonai missziót is, hogy személyesen sürgesse a nagyhatalmak beavatkozását, kikényszerítendő a tisztességes választás melletti elköteleződést a kommunista albán kormánytól.
1946 januárjában a Demokratikus Egység harminchat tagjával együtt Kokoshit letartóztatták, és illegális terrorszervezetben végzett tevékenység vádjával a tiranai katonai bíróság húszévi börtönbüntetésre ítélte. Kokoshi a hírhedt burreli börtön foglya lett, de büntetését nem töltötte ki: négy évvel később a súlyosbodó gümőkór és mellhártyagyulladás végzett vele.
Kokoshi unokaöccse volt a fiatalon meghalt költő, Millosh Gjergj Nikolla vagy ismertebb írói nevén Migjeni.